# (2241) Alcathous
(2241) Alcathous ist ein Asteroid aus der Gruppe der Jupiter-Trojaner. Damit werden Asteroiden bezeichnet, die auf den Lagrange-Punkten auf der Bahn des Jupiter um die Sonne laufen. (2241) Alcathous wurde am 22. November 1979 von Charles T. Kowal entdeckt.
Benannt wurde der Asteroid nach einer Sagengestalt der griechischen Mythologie.